# Tunnel van Chaudfontaine
De tunnel van Chaudfontaine is een spoortunnel in de gemeente Chaudfontaine. De tunnel heeft een lengte van 100 meter. De dubbelsporige spoorlijn 37 gaat door deze tunnel.